# Sarah Anne Bright
Pour les articles homonymes, voir Bright.
Sarah Anne Bright (Bristol, 1793 - Bristol, 1866) est une photographe et artiste britannique, auteur de la plus ancienne photographie existante connue prise par une femme. Ses photographies ne lui ont été attribuées qu'en 2015 lorsque ses initiales furent découvertes sur un photogramme confié à Sotheby's New York pour une vente aux enchères.

## Biographie

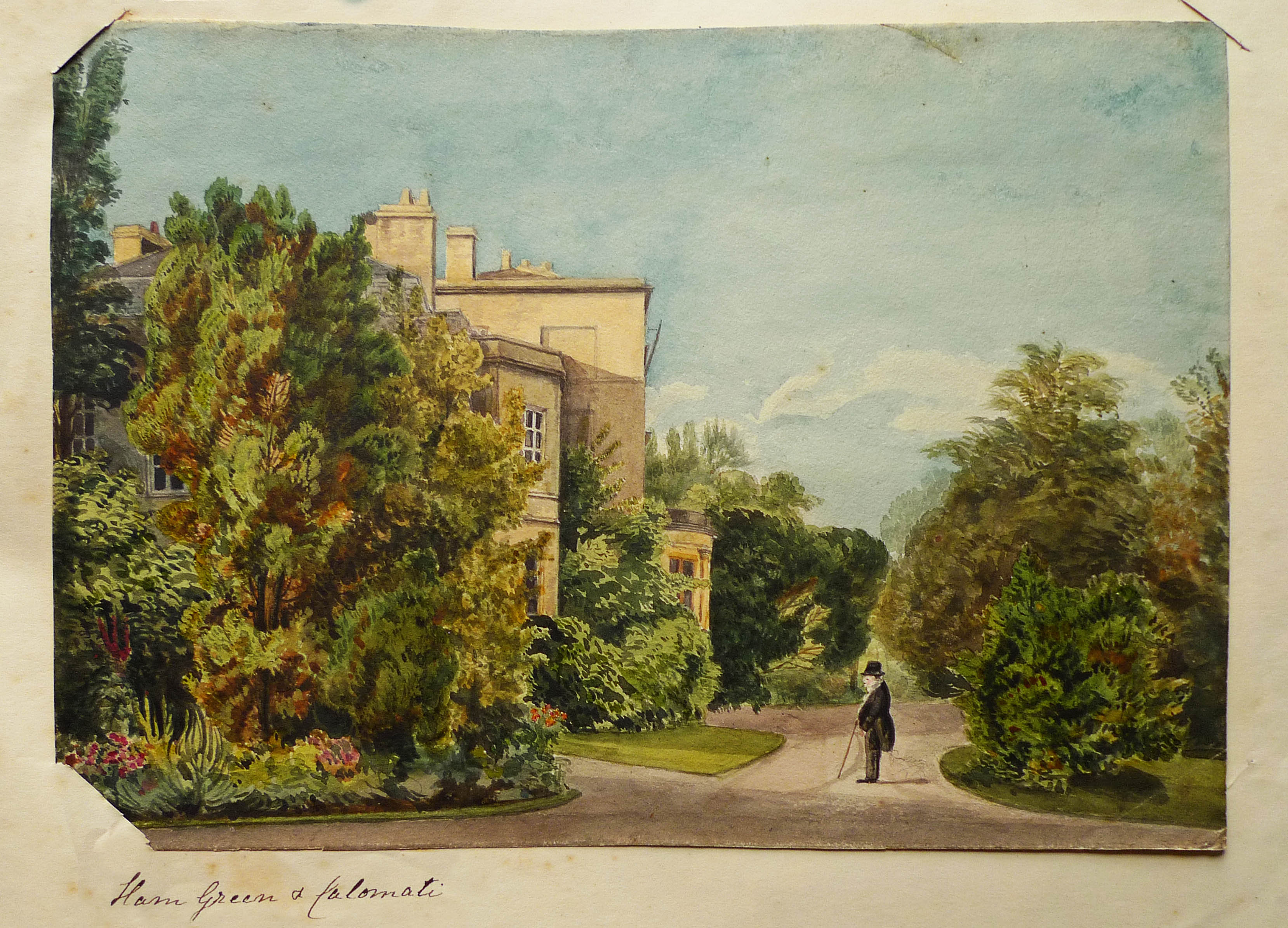
Peinture de Ham Green House par Sarah Ann Bright (non datée)

Sarah Bright nait à Bristol en Angleterre. Elle est l'une des neuf enfants de Richard Bright (1754–1840) et de Sarah Heywood Bright. Son père est un riche marchand et banquier passionné de sciences. Il est un des fondateurs, en 1823, de l'Institut de Bristol pour l'Avancement de la Science, de la Littérature et des Arts. 
Sarah Bright est une artiste et botaniste qui a notamment collaboré avec ses frères sur leurs collections géologiques, elle demeurera célibataire toute sa vie.

## Reconnaissance

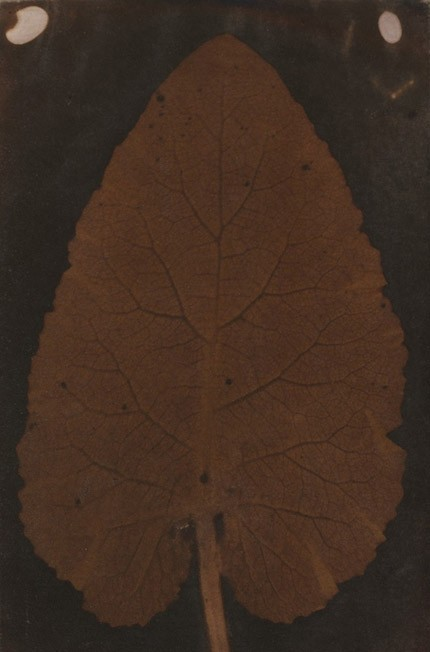
The Quillan Leaf, par Sarah Anne Bright, vers 1839

Son travail de photographe est découvert après que la collection Quillian a été présentée à la vente par Sotheby's en 2008. Cette collection avait été rassemblée par Jill Quasha, un marchand d'art de Manhattan entre 1988 et 1990 pour le compte de Quillian, une société d'investissement aux BVI.
À l'origine, une des photographies de la collection connue sous le nom de The Quillian Leaf est attribuée à William Henry Fox Talbot. Mais Larry J. Schaaf, historien et expert de Talbot, réfute cette attribution et l'image est listée dans le catalogue de la vente avec la mention « Photographe inconnu ». 
La photographie provient d'un album assemblé par Henry Bright, l'aîné de la famille. 
Deux inscriptions sont visibles sur le négatif : un « W » au recto (considéré par erreur comme un « N » sur le catalogue de la vente aux enchères initiale) et un gribouillis au départ indéchiffrable au verso qui pourrait représenter les lettres « H.B. ». Après analyse, Larry Schaaf émet l'hypothèse que le « W » pourrait être l'initiale de Thomas Wedgwood, précurseur dans l’expérimentation de la photographie, et que la photo pourrait dater de 1805. Le doute sur l'origine de l'image incite Sotheby's à la retirer de la vente. 
Schaaf commence alors à explorer des connexions possibles avec Henry Bright ou d'autres photographes connus de l'époque dans la région de Bristol. Il finit par conclure que le « W » est la marque de William West, connu pour avoir produit du papier photographique à Bristol. Il découvre ensuite que ce qui apparaissait comme les initiales « H.B. » sur l'impression de la feuille doit se lire « S.A.B. » et que l'écriture correspond à la signature d'aquarelles attribuées à Sarah Anne Bright. Il attribue alors l'image à sa véritable auteure et annonce sa découverte à l'Université de Lincoln en juin 2015.